# Wappenbuch der Preussischen Monarchie

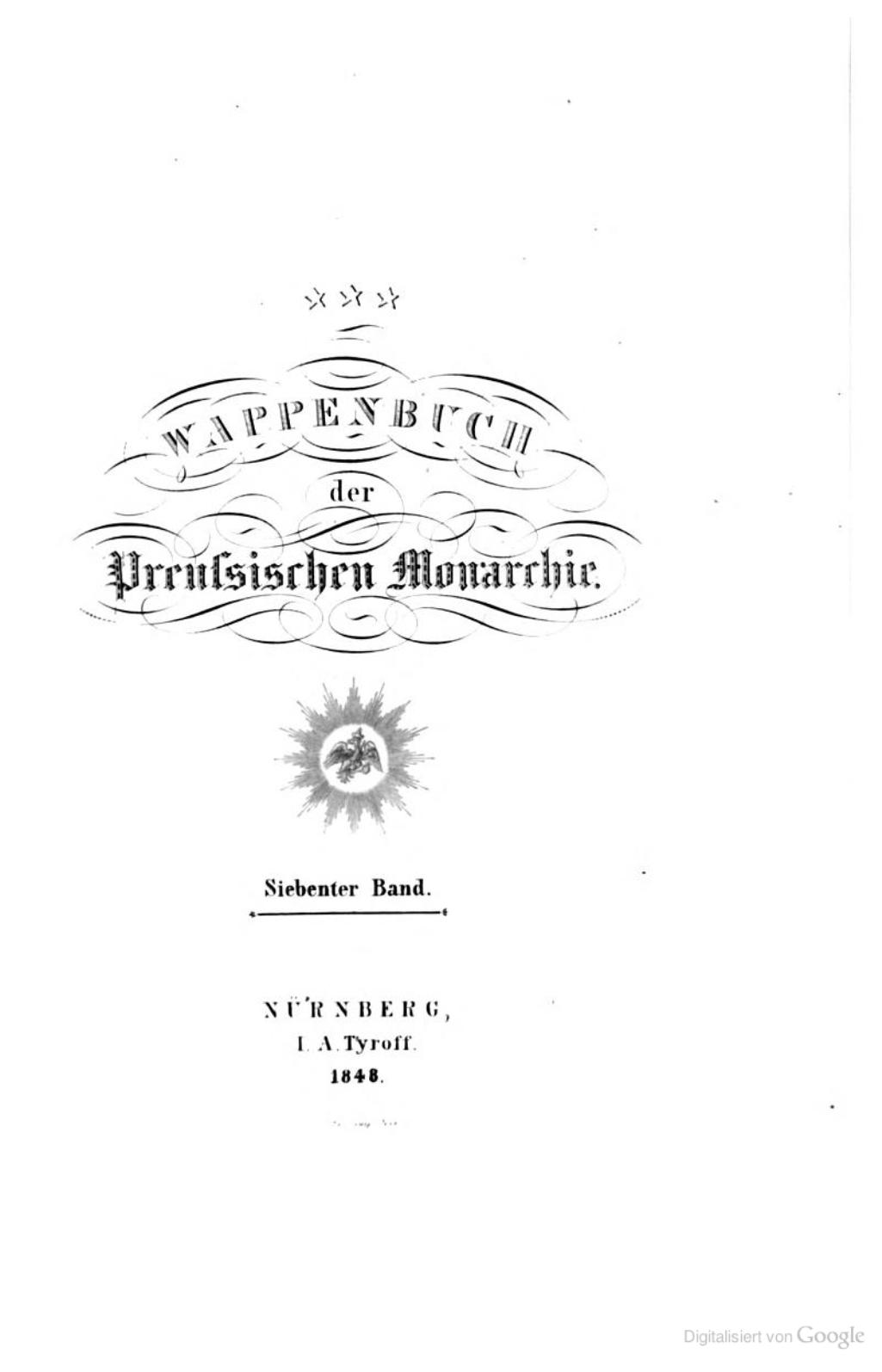
Einband Wappenbuch der preussischen Monarchie (Band 7)

Das Wappenbuch der Preussischen Monarchie ist eine von Johann Andreas Tyroff herausgegebene Sammlung von Wappen, der erste Band erschien 1828 im Verlag der Kunstverlagshandlung Tyroff in Nürnberg. Das Wappenbuch besteht aus insgesamt 31 Bänden, die zwischen 1828 und 1870 von diesem Verlag publiziert wurden.

## Beschreibung
Das Wappenbuch umfasst die Familien, die durch die preußischen Könige in den Adelsstand erhoben wurden oder in einem besonderen Maße durch die Könige eine Nobilitierung erlangt hatten. Im Zeitraum der Herausgaben (1828 – 1870) wurden 4525 Wappen von preußischen Adelsfamilien dargestellt, ein Großteil dieser Geschlechter wohnte in Schlesien. Die Ausgaben der Bänder 1 – 3 sind mit einer Exlibris von Gottfried von Bülow ausgestattet.

## Rezensionen
Im „Allgemeinen Archiv für die geschichtskunde des preuszischen Staates“, klingt an, dass das Wappenbuch der Preussischen Monarchie Mängel aufweise, so heißt es dann auch: 

„Dies Wappenbuch umfaßt nicht, wie man aus dem Titel schließen könnte, die Wappen sämtlicher in Preußen blühenden adligen Geschlechter , vielmehr nur die Wappen der Familien , welche von den Königen von Preußen irgend eine Standeserhöhung erhalten haben…“

Eine weit deutlichere Kritik findet man in dem „Wappenbuch der Preussischen Rheinprovinz“, hier schreibt der Verfasser über den Vergleich zum Wappenbuch der Preussischen Monarchie: 

„…Dadurch ist das hier gelieferte Wappenbuch mit seinem Texte gleichsam zu der Adelsmatrikel und zu dem dazu gehörenden Originalwappenbuch selbst gemacht worden, und unterscheidet sich vorteilhaft vor ähnlichen Werken (…)das nicht alles vollständig leistet, und noch weniger das Wappenbuch der Preussischen Monarchie (…)von Seiten der Vollständigkeit vieles mangelt, indem darin unter den Grafen schon nicht weniger als 17 von den allein im Wappenbuch der Rheinprovinz aufgeführten Grafen fehlen“